# モーリタニア鉄道

路線図

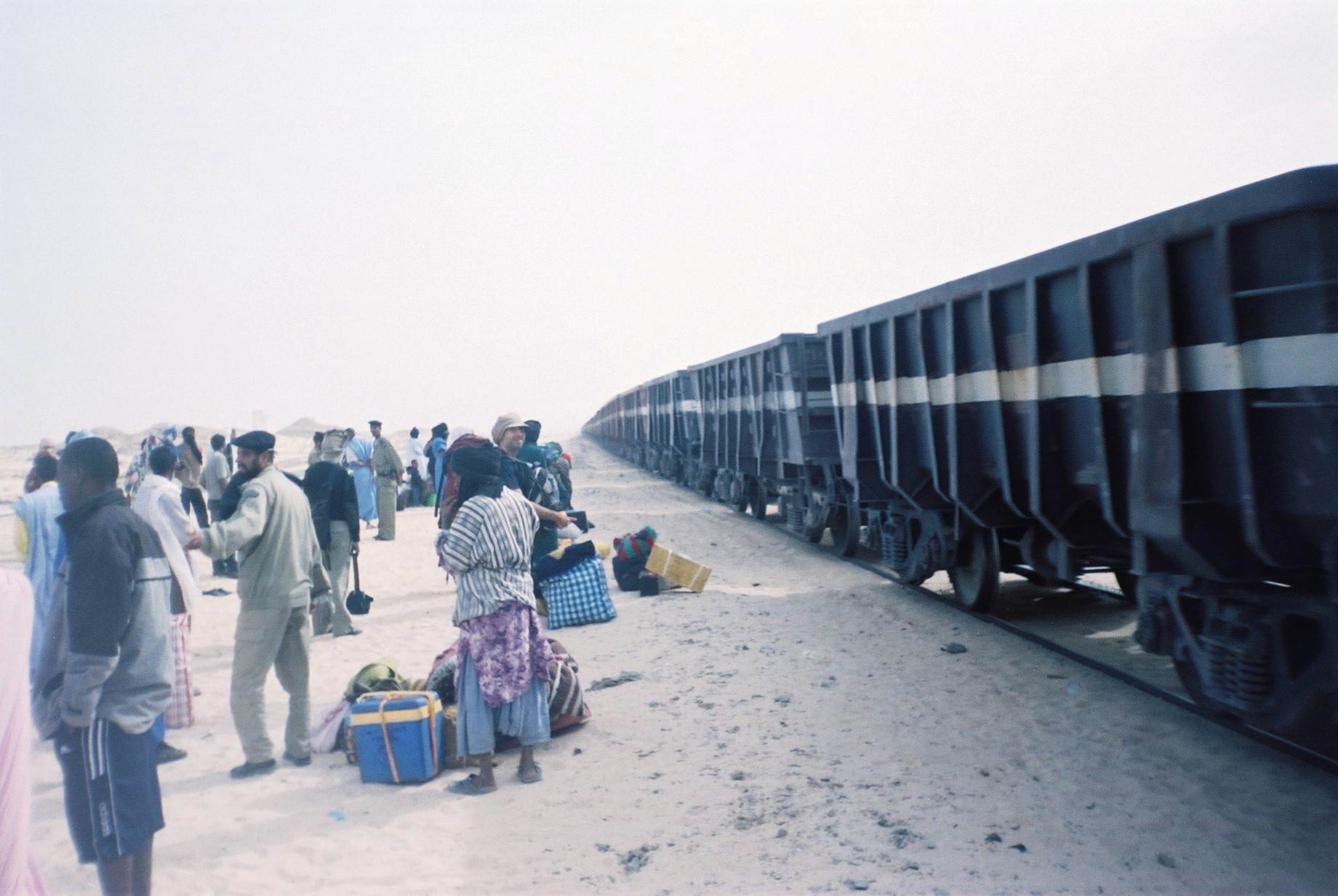
停車中

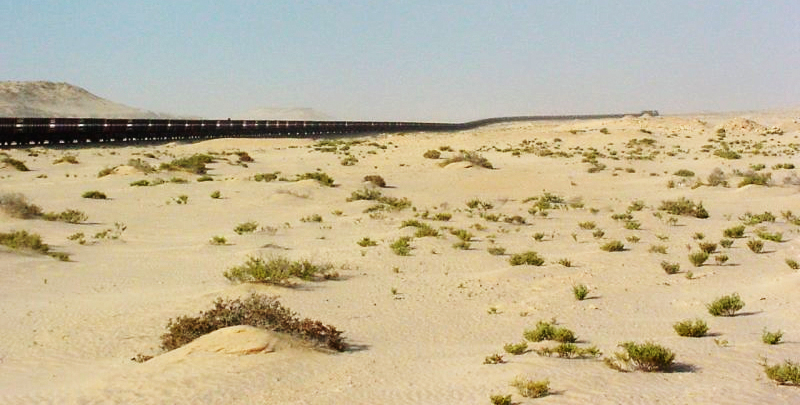
走行風景

モーリタニア鉄道（Mauritania Railway、Chemin de fer de Mauritanie）とは、モーリタニアのズエラットとヌアディブを結ぶ鉄道である。

## 概要
ズエラットには、鉄鉱石を産出するフデリック鉱山が存在しており、ここから沿岸部へ鉄鉱石を搬出するために建設されたのがモーリタニア鉄道である。路線はズエラットからシュームまで南下して、そこからほぼ西へ向かってヌアディブへ到着する。全長は717 kmあり、軌間は1,435 mm（標準軌）、最大軸重は26 t、全線非電化単線である。線路は概して西サハラとの国境を沿うように敷設されている。2001年現在の貨物輸送量は年間1130万トンで77億6600万トンキロある。2001年の在籍車両数はディーゼル機関車が39両、客車が6両、貨車が1,177両で、職員数1,533人である。
線路の一部がそのまま西サハラとの国境となっているが、西サハラ側にはモロッコ軍によって埋設された地雷が存在する。

## 歴史
ズエラットでは1935年に鉄鉱山が発見された。しかし海岸から遠く輸送に費用が嵩むと見込まれたため、当時モーリタニアを植民地としていたフランスは開発を行わなかった。モーリタニアが1960年にフランスから独立した後、ヨーロッパ資本の国際鉱山会社Miferma社が開発に乗り出し、これに伴って鉄道も建設された。開通したのは1963年である。
1974年にモーリタニア政府によって国有化され、以後はモーリタニア鉄鉱公団 (SNIM: Société Nationale Industrielle et Minière) が鉄道を運営している。

## 運行
ディーゼル機関車が3 - 4両で牽引する、最大230両の貨車をつないだ全長3 kmにもおよぶ長大編成で運転されている。これは、世界でもっとも長い列車であるとされている。大半の車両は鉱石車であるが、一部にタンク車なども連結しており、末尾には客車も連結されている。客車に乗る場合は料金がかかるが、貨車に乗る場合は無料とされている。ただしモーリタニアでは自動車による移動が一般的であり、旅客輸送はわずかである。
砂漠地帯を走行することから、砂によるレールの磨耗や砂嵐による列車脱線などが問題となっている。